# Lichtkunst

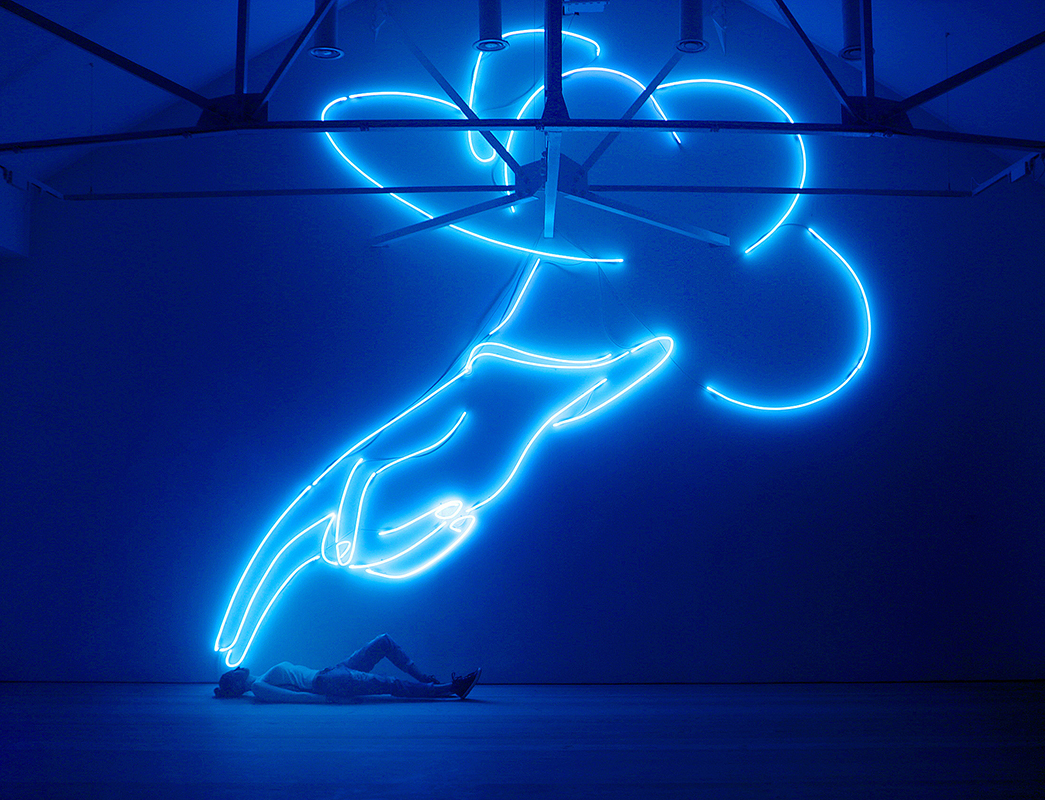
Die segnende Hand von Stepan Rjabtschenko in der Saatchi Gallery

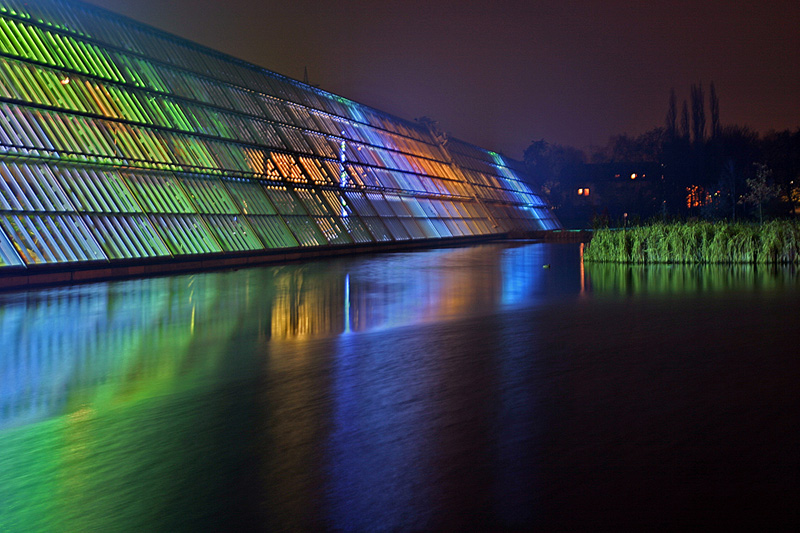
Lichtkunst im Zusammenspiel mit der Architektur im Wissenschaftspark Rheinelbe in Gelsenkirchen mit Lichtkunst von Dan Flavin (November 2004)

Plakat zu Loïe Fullers Tanz im Folies Bergère

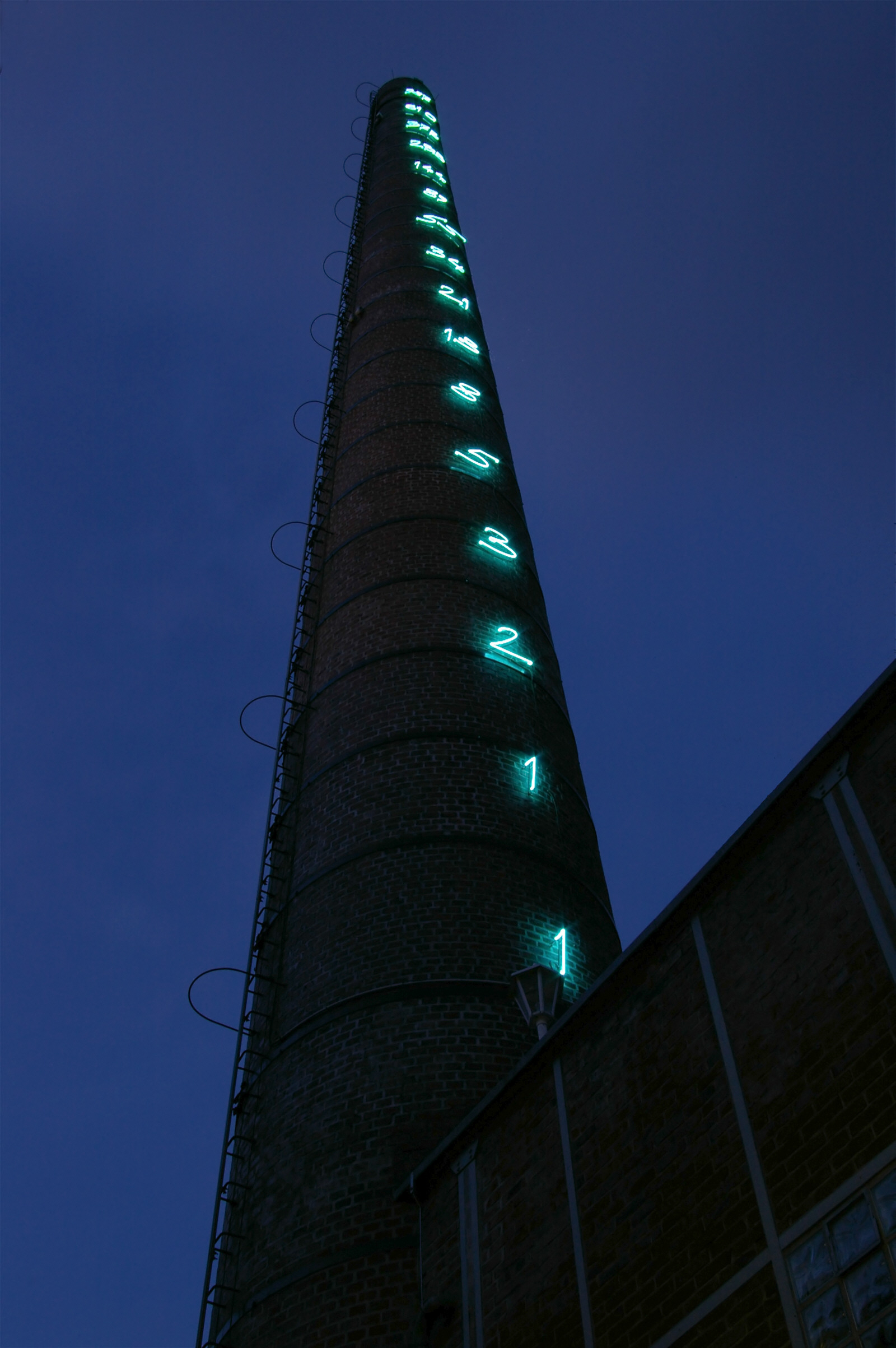
Leuchtende Fibonacci-Zahlen am Kamin der Lindenbrauerei Unna von Mario Merz (März 2007)

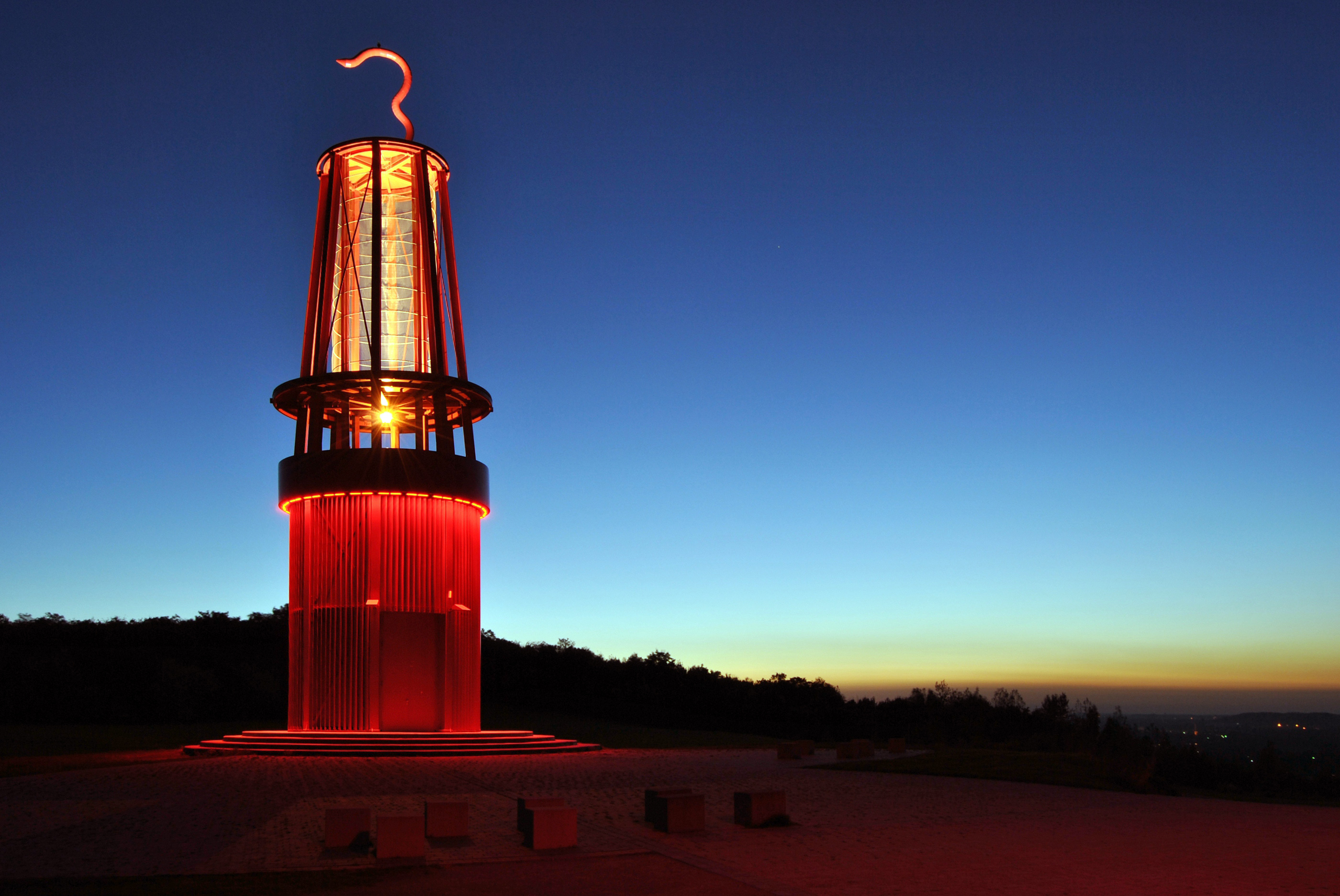
Grubenlampe von Otto Piene: Nachts zusammen mit der Beleuchtung der Halde Rheinpreußen eine Lichtkunst

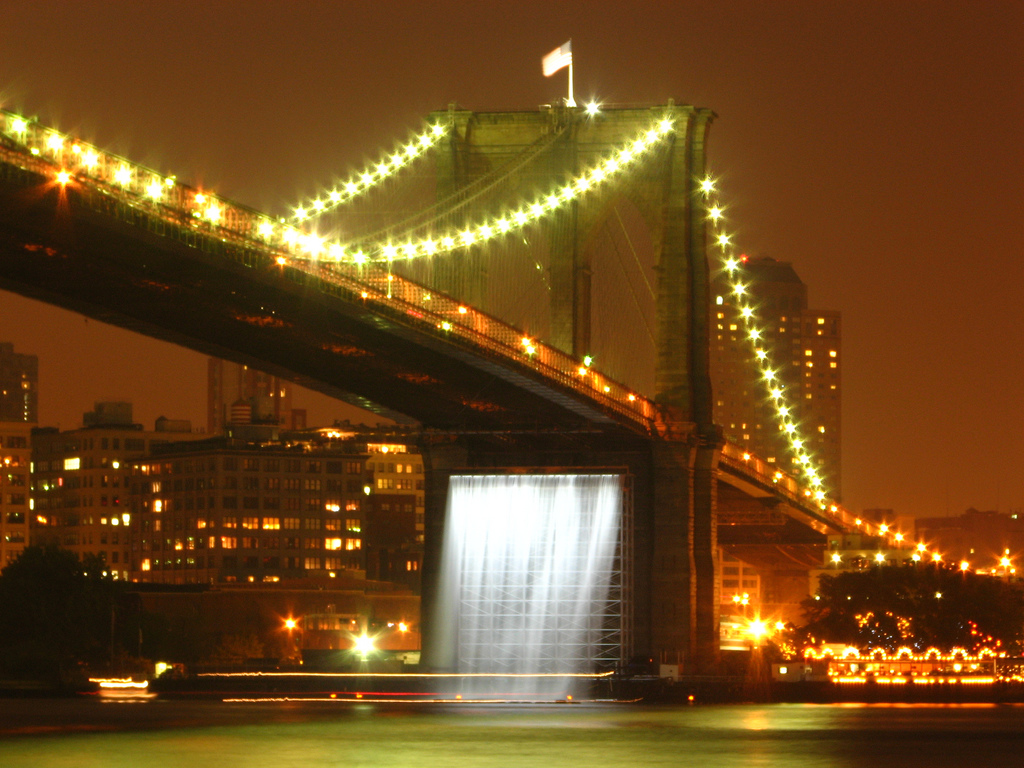
Wasserfall unter der Brooklyn Bridge New York von Ólafur Elíasson (Juni 2008)

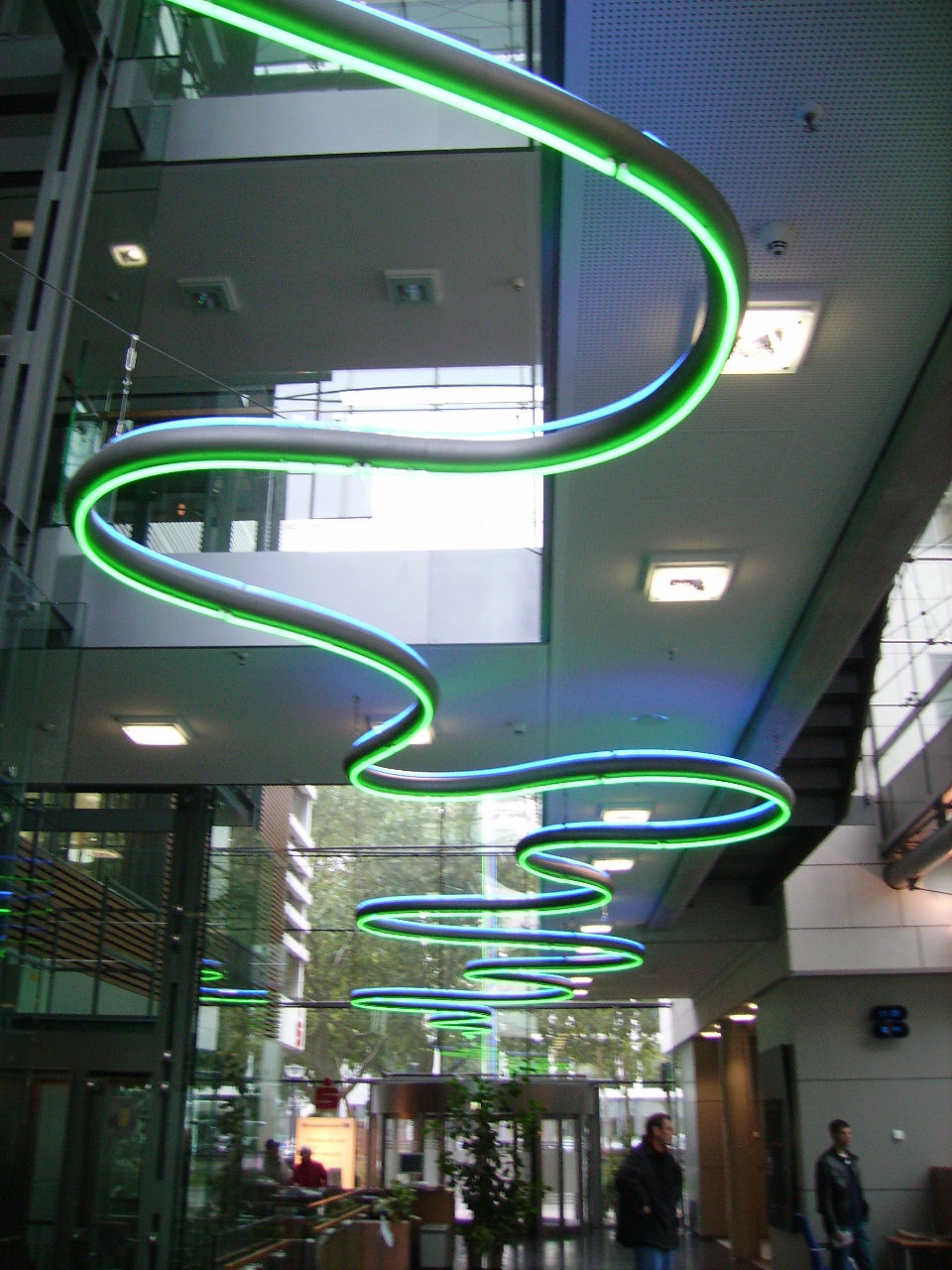
Lightsculpture Brainwave von Jan van Munster (2002)

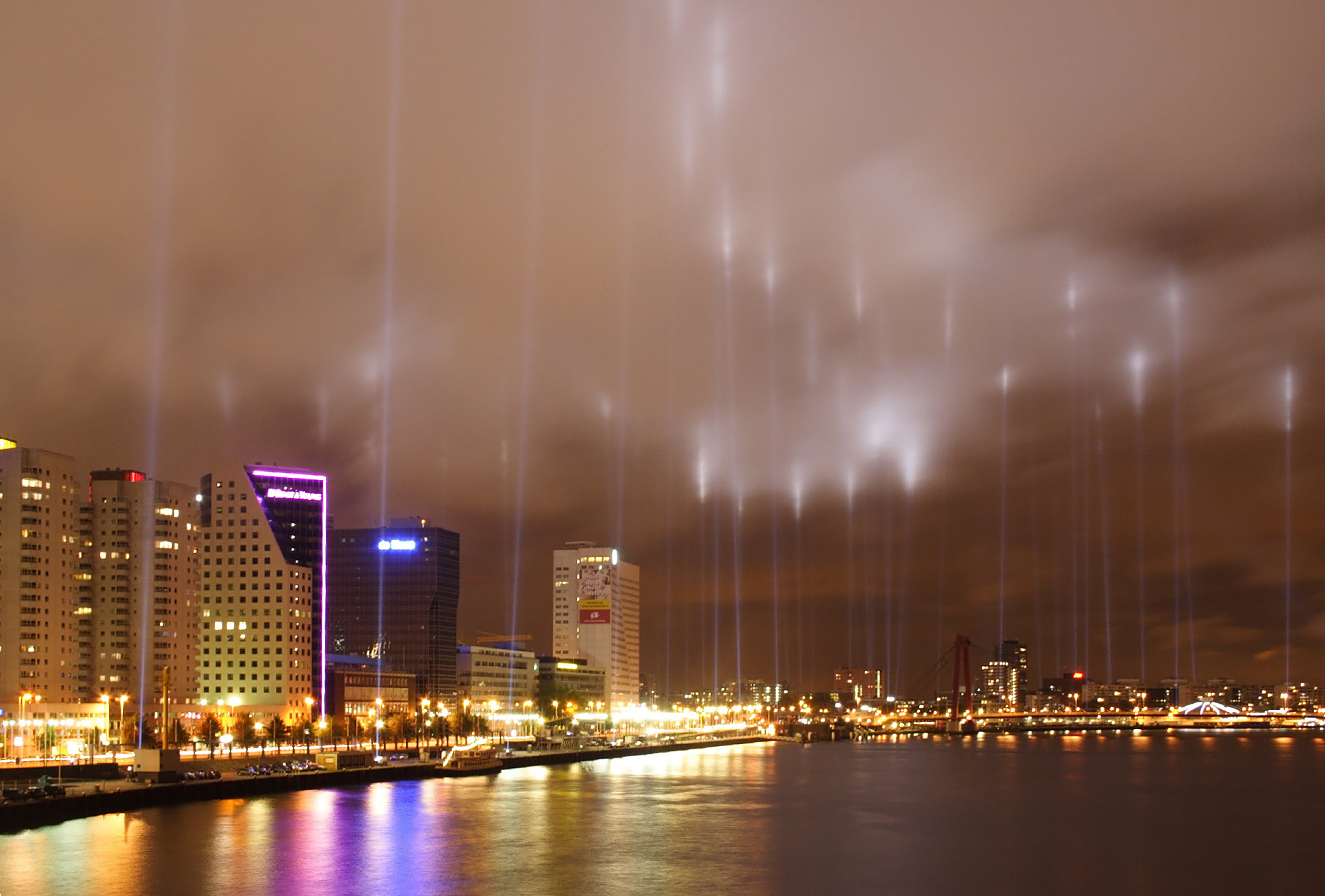
Projekt Brandgrens Rotterdam von Adriaan Geuze (2007)

Die Lichtkunst ist neben Malerei, Plastik oder der Fotografie eine eigenständige Kunstgattung, die in den übergeordneten Kategorien „Skulptur“ und „Kunstinstallation“ zu finden ist. Zeitgenössische Lichtkünstler arbeiten vor allem mit künstlichem Licht als Lichtquelle. Von Lichtkunst kann nur dann gesprochen werden, wenn der Einsatz von Lichtquellen ästhetischen Zwecken dient. Das trifft in aller Regel nicht auf Installationen zu, deren Zweck es lediglich ist, Gegenstände im Dunklen durch Beleuchtung sichtbar zu machen, oder die einen profanen Zeichencharakter haben (wie die Farblichter in Verkehrsampeln), auch nicht auf kommerzielle Leuchtreklame, die nicht den Rahmen konventionellen Designs sprengt. Die meisten Werke der Lichtkunst benötigen zur Entfaltung ihrer vollen Wirksamkeit die weitgehende Abwesenheit von natürlichem (Tages-)Licht und von konkurrierenden künstlichen Lichtquellen.

## Hauptwerke der Lichtkunst
Zu den Hauptwerken der Lichtkunst zählen der von Lázló Moholy-Nagy geschaffene Licht-Raum-Modulator (1920–1930) und die Diagonale vom 25. Mai (1963), eine Lichtleiste mit einer gelben Leuchtstoffröhre des Amerikaners Dan Flavin. Zu den jüngeren Vertretern dieser Kunstrichtung werden mit ihren Werkgruppen Ólafur Elíasson, Siegfried Kärcher, Brigitte Kowanz, Mischa Kuball und Christina Kubisch gerechnet.

## Arten der Lichtkunst im Wandel der Zeiten
Im weitesten Sinne des Begriffs waren bereits diejenigen Menschen, die gezielt Lichteffekte zu ästhetischen Zwecken einsetzten, „Lichtkünstler“. Solche Effekte konnte man etwa mit Hilfe von Feuer, Kerzenlicht oder Schwarzpulver (siehe Feuerwerk), aber auch dadurch erzielen, dass man das Tageslicht durch die Gestaltung von Fenstern einfärbte.
In einer engeren Bedeutung des Begriffs kann man von Lichtkunst erst seit dem 19. Jahrhundert sprechen, da seit dieser Zeit die Möglichkeit besteht, fortgeschrittene Beleuchtungstechniken zu künstlerischen Zwecken einzusetzen.

### Illuminierter Tanz
1892 debütierte die amerikanische Tänzerin Loïe Fuller in den Pariser Folies Bergère als lebendige Lichtskulptur mit einem Tanz, der die industrielle Revolution als ästhetisches Ereignis zu feiern schien. Eingehüllt in einem überdimensionierten weißen Umhang aus Crêpe de Chine, den Bewegungsradius der Arme mit Aluminiumstäben in den Stoff verlängert und vom scharfen Strahl einer im Bühnenboden eingelassenen Lichtbogenlampe beschienen, zeigte sich dem Publikum eine Szenographie aus fließenden und wirbelnden Stoffbahnen, ein sich transformierendes Gebilde aus Licht.
„Je sculpte de la lumière“ – „Ich forme Licht“, überschrieb die Tänzerin programmatisch ihr Schaffen und unterstrich damit die Forderung nach einer abstrakten Kunst, die weniger als unmittelbarer Ausdruck gesellschaftlicher Realität entsteht, sondern vielmehr als Behauptung einer ästhetischen Gegenwelt.

### Licht als künstlerisches Signal
Lázló Moholy-Nagy fasste 1928 die Erfahrungen mit einer sich entwickelnden Fotografie zusammen, mit der das Licht erstmals als ein Medium wahrgenommen wurde: „Die lichtempfindliche Schicht, Platte oder Papier – ist ein unbeschriebenes Blatt, worauf man mit Licht so notieren kann, wie der Maler mit seinen Werkzeugen.“ Doch ging es dem gebürtigen Ungarn und ab 1923 am Dessauer Bauhaus tätigen Künstler weniger um die Fotografie als Medium, als vielmehr um ein „Neues Sehen“, um eine Kunst, die aus der Maschine kommt.
Treibendes Element war für Moholy-Nagy die Forderung nach einer technischen Kunst, einer Maschinenkunst auf der Höhe der gesellschaftlichen Umbrüche zu Beginn des 20. Jahrhunderts.
Moholy-Nagy entwickelte seit 1920 einen Licht-Raum-Modulator, den er aber erst 1930 auf der Ausstellung des Deutschen Werkbundes in Paris zeigte. Das Modell besteht aus einem kubischen Kasten mit einer kreisrunden Öffnung (Bühnenöffnung) auf der Vorderseite. Um die Öffnung herum, auf der Rückseite der Platte, sind eine Anzahl gelb-, grün-, blau-, rot- und weißfarbiger elektrischer Glühlampen montiert. Innerhalb des Kastens, parallel zu der Vorderseite, befindet sich eine zweite Platte mit kreisrunder Öffnung, die ebenfalls verschiedenfarbige elektrische Glühlampen aufweist. Einzelne Glühlampen leuchten aufgrund eines vorbestimmten Planes an verschiedenen Stellen auf. Sie beleuchten einen sich kontinuierlich bewegenden Mechanismus, der teils aus durchsichtigen, teils aus durchbrochenen Materialien aufgebaut ist, um möglichst lineare Schatten- und Farbprojektionen auf den Wänden eines verdunkelten Raumes zu erzielen.

### Faschistische Inszenierungen
Zerstörerisch auf die Experimente Moholy-Nagys und damit auch auf die Visionen und Utopien der künstlerischen Avantgarde wirkten sich die politischen Veränderungen im nationalsozialistischen Deutschland aus. Die auch bei Moholy-Nagy aufscheinende kultische Dimension des Lichts wurde von Nationalsozialisten als politisches Instrument missbraucht. Mit dem Einsatz von Flakscheinwerfern zu den Propaganda-Aufmärschen der Nationalsozialisten in Nürnberg, Berlin und anderen deutschen Städten bewies Albert Speer nicht nur seinen Hang zum Pathetischen, sondern verstand sich zugleich als Hohepriester des kalkulierten Einsatzes von Licht und dessen emphatischer Wirkung auf die Massen. Ihr monumentales Scheinen verkehrte spätestens 1939 aus der Sicht von Anti-Faschisten eine der ältesten Menschheitsvorstellungen in ihr Gegenteil, nämlich jene, der zufolge Licht Erlösung bringe.

### Programmierte Lichtspiele
In der zweiten Hälfte des 20. Jahrhunderts stand die radikale Konkretisierung des Lichts auf der Tagesordnung. Auf diese Weise wurde versucht, in einem zweiten Anlauf an Moholy-Nagys Bauhaus-Experimente anzuknüpfen und das künstliche Licht als künstlerisches Material wiederzuentdecken.
Schon seit 1948 entwickelte in Paris der Künstler Nicolas Schöffer, ebenfalls ein Ungar, der wie Moholy-Nagy der Utopie einer totalen urbanen Ästhetisierung anhing, raum-dynamische Lichtarchitekturen. Ziel seiner Tätigkeit war eine kybernetische Stadt, eine Stadt, die auf Tageszeiten, Temperaturen und Wetter mit Licht und Bewegung reagiert. Diese weitgehend ungebrochene, zukunftsorientierte und technikeuphorische Dimension bestimmte auch die Arbeiten der Düsseldorfer Künstlergruppe ZERO, zu der u. a. Heinz Mack, Otto Piene und Günther Uecker gehörten.
Piene, der effizienteste Organisator und enthusiastische Theoretiker dieser Gruppe, entwickelte zuerst mit Handlampen, dann zunehmend mit mechanischen, elektrisch programmierten Gebilden wahre Lichtballette und Lichtspiele.
2019 schuf der Frankfurter Medienkünstler Siegfried Kärcher eine drei Monate dauernde Lichtinstallation in einem Haus der neuen Künstlerkolonie Darmstadt auf der Rosenhöhe. Die Installation griff in Echtzeit mittels Sensoren und Internet auf Umwelt- und Verkehrsdaten der Stadt Darmstadt zu und wandelte diese in Licht und Laserstrahlen sowie Projektionen auf der Außenfassade des Gebäudes um.

### Leuchtröhrenkunst

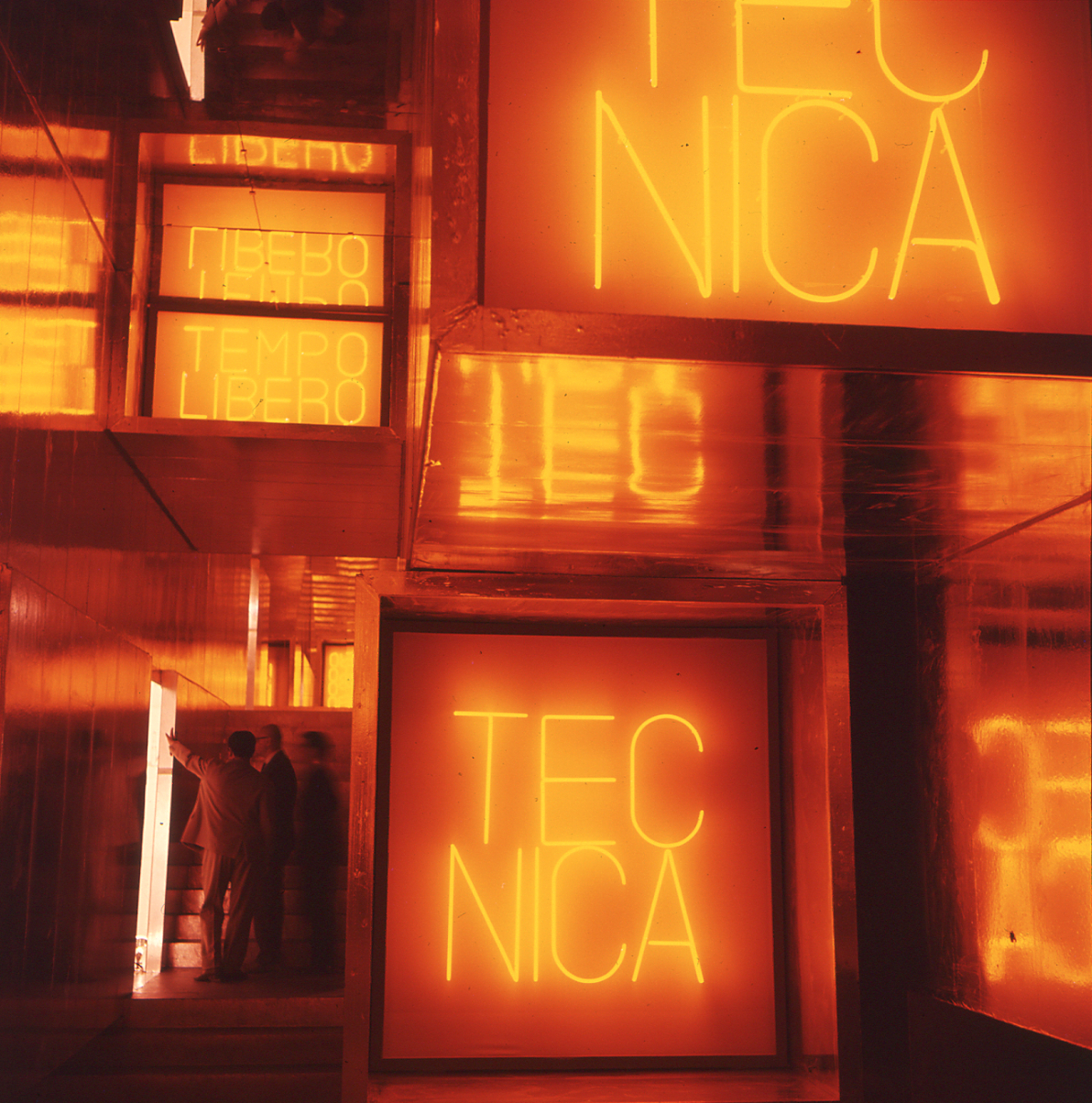
Lichtinstallation auf der Treppe des Palazzo dell’Arte, 13° Triennale in Mailand; Foto von Paolo Monti, 1964

Zur selben Zeit fand sich in den Arbeiten amerikanischer Künstler die Tendenz zur Konzentration auf das 'reine' Licht und seine Ausbreitung im Raum. 1963 entstand die erste Ikone, mit der der Amerikaner Dan Flavin sein gesamtes Werk bis heute begründet: Die Diagonale vom 25. Mai, ein genormtes Industrieprodukt, eine Lichtleiste mit einer gelben Leuchtstoffröhre.
Im Unterschied zur traditionellen Plastik und Skulptur, die von außen mit Licht modelliert wird, dringt bei Flavin das Licht umgekehrt von innen nach außen. Ziel des Lichts ist kein Körper, sondern der Raum. Nach stilllebenhaften Einzelinstallationen entwickelte Flavin rasch ein Repertoire von Lichtbarrieren und Lichtkorridoren und wurde damit zum Pionier für einen Großteil der in seiner Nachfolge arbeitenden Künstler, denen es um die Diffusion des Lichts im Raum geht. Seine ausschließlich industriell genormten Lichtröhren ordnen sich keinem wirtschaftlichen oder gesellschaftlichen Zweck unter, sondern den Gesetzen des Raumes. Wände, Decke und Boden sind ihre Träger, die Architektur ist der Dialogpartner.
Entsubjektivierte Profanität einerseits und geistig aufscheinende Sinnlichkeit kennzeichnen das Werk eines anderen amerikanischen Künstlers: James Turrell. Turrell präsentiert das Licht in seiner physischen Faktizität, in seiner metaphysischen Wirkung. Turrell ist ein Künstler, der dimensions- und grenzenlos wirkende Lichträume schafft.
Gemeinsam mit den Arbeiten von Dan Flavin, aber auch Robert Irwin oder Douglas Wheeler aus der Zeit um 1970 ist den Lichtinstallationen von James Turrell ihre Selbstreferentialität, die Untersuchung von Licht als Material mit dessen physikalisch-optischen Eigenschaften und dessen zeit-räumlich gebundener Wirkung auf den Betrachter.
Dieses Aufzeigen von optischen Grenzphänomenen ist von einer ganzen Reihe von Künstlern mit unterschiedlichen individuellen Handschriften parallel erprobt und bis in unsere Zeit auch im öffentlichen Raum fortgeführt worden. Immer gibt es einen Wechsel zwischen der demonstrativen Vorführung der Leuchtstoffröhren und der sphärischen Immaterialität eines indirekt erzeugten Lichtes; zwischen architekturbezogener Akzentuierung durch leuchtende Linien und deren Entmaterialisierung zu einem nicht fassbarem Lichtraum.
Neben der abstrakten Lichtkunst hat sich aber fast gleichzeitig eine zweite Tradition des Umgangs mit Licht als künstlerischem Medium herausgebildet. Sie hat ihre Wurzeln in der Lichtreklame. War es im Jahr 1879 die Entwicklung der kommerziellen Glühlampe, in deren Folge die Städte mit leuchtender Werbung überzogen wurden, so trat an dessen Stelle ab 1912 das Neonreklamezeichen, die „living flame“, wie man die Neonröhre in Amerika nennt und die nun massenhaft für das Nachzeichnen symbolhafter Werbeembleme oder Schriftzüge eingesetzt wird.
Während diese Mode zu Beginn der 1970er Jahre einen Einbruch erlitt, entdeckten Künstler im Rahmen ihrer ganz unterschiedlichen künstlerischen Konzepte die dünne, formbare Leuchtröhre als ideales Ausgangsmaterial, um mit ihr Lichtgebilde aus einzelnen Worten, Sätzen oder ganzen Bilder zu schaffen. Stehen für ersteres François Morellet, Keith Sonnier und Maurizio Nannucci, so zeichnen für die weniger abstrakte Verwendung der Leuchtröhre Joseph Kosuth, Mario Merz und Bruce Nauman.
1968 fragte Mario Merz in blauer Leuchtschrift, was zu tun sei: „Che fare?“ Später arrangierte er aus ebendiesem Leuchtmittel in zahlreichen Varianten eine Zahlenfolge zur Errechnung von Spiralen des mittelalterlichen, italienischen Mathematikers und Philosophen Fibonacci zur Verbildlichung einer prozessualen Ordnung von natürlicher und geistiger Energie.
Dass die Faszinationskraft, die von den bunten Leuchtröhren ausgeht, für die künstlerische Arbeit gefährlich sein kann, ist zugleich Thema der Kunstkritik in dieser Zeit. Immer wieder wird daher darauf verwiesen, dass die Integration dieser Materialien in den künstlerischen Prozess nur dann gelingt, solange die Faszination des Materials den ästhetischen Diskurs nicht in den Hintergrund rückt, solange der leuchtende Farbkörper durch ein überzeugendes künstlerisches Konzept legitimiert wird und nicht zum dekorativen Selbstzweck verkommt. Ein neueres Beispiel für umstrittene Leuchtröhrenkunst ist das Denkmal für Georg Elser in München, Silke Wagners Werk „8. November 1939“.
Siehe auch: Museum of Neon Art, Ikonographie

### Botschaften auf Displays
An diesem Punkt richtet sich daher schnell das Interesse der Kunstkritiker auf jene Künstler, in deren Werken die inhaltlichen Botschaften im Vordergrund stehen. In Amerika machte die Künstlerin Jenny Holzer erstmals 1982 durch ihr Leuchtschriftenwerk von sich reden. Es verwirrt im umbauten öffentlichen Raum unvorbereitete Betrachter und Passanten durch Botschaften, die auf der elektronischen Anzeigetafel des Time Square in New York laufen. Dort, wo sich alles drängt und Werbeanzeigen, Nachrichten und Veranstaltungshinweise durcheinanderlaufen, werden Leser plötzlich von der Künstlerin von einer Informationstafel herab mit Truismen konfrontiert, die sie nicht einordnen können. Solche Aktionen gelten als sozial engagierte, politisch orientierte Lichtkunst.

### Projektionen

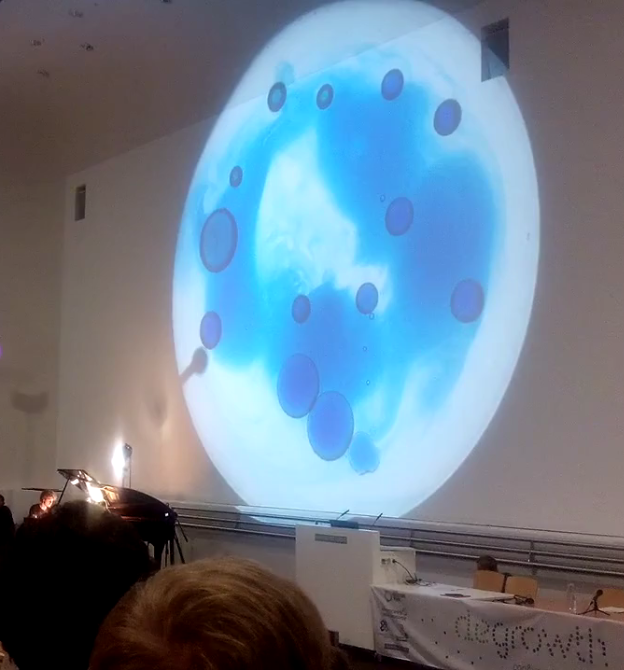
Projektion von Pablo Paolo Kilian im Audimax des Augusteum der Universität Leipzig während der Internationalen Degrowth-Konferenz 2014

Christian Boltanski ist ein Künstler, der durch den vom Kritiker Günter Metken geprägten Begriff „Spurensicherung“ zum paradigmatischsten Spurenproduzenten avancierte. Auf Vitrinen mit Kindheitsdokumenten folgten leuchtende Riesenhampelmänner, Projektionen und Schattenspiele von simplen Drahtfiguren, die als Licht-Schatten-Gebilde, als Alpträume eigener Innerlichkeit, als Fratzen einer durch den Holocaust traumatisierten Gesellschaft ihr dämonisches Unwesen auf den Wänden der Galerien und Museen treiben.
Zu den Pionieren einer Lichtkunst mit Mitteln der Film-, Video- und Performancekunst zählt die Künstlerin Nan Hoover. Ihr Hauptthema ist der menschliche Körper in seinem Sein zwischen Licht und Schatten. Licht und Schatten bewirken in ihren Werken eine verwandelte Erscheinung einer vormaligen Wirklichkeit und damit die Auflösung des ehemals Gewohnten. Wie jeder ins Licht gestellte Gegenstand Schatten erzeugt, so tut dies auch der menschliche Körper. Damit verweist die Künstlerin auf die verbindende Realität von Schatten und Körper im Sinne des Platonschen Höhlengleichnisses.
In den 1980er Jahren wurde die Lichtprojektion bestimmendes Medium der Lichtkunst.
Der Düsseldorfer Künstler Mischa Kuball verwendet Projektoren, meist Kreiselprojektoren, die es ihm erlauben, Lichtaustritt oder Motiv unablässig zu verändern. Seine künstlerische Arbeit ist immer wieder an den Ort angepasst. Beispielsweise zeichnete er die Form eines ehemaligen Gauleiterbunkers aus den 1930er Jahren auf der Straße mit Licht nach und bot 1998 auf der Biennale von São Paulo brasilianischen Bürgern Lampen im Stil zeitloser Designklassiker an und stellte im Tausch dafür deren persönliche Lampen als Konzentrat des Privaten zu zwei Leuchtflächen im Museum zusammen.
Als spektakulärste, weil äußerst einfache Lichtarbeit dieses Künstlers gilt „refraction house“, eine kleine Synagoge in Stommeln am Niederrhein, von der Hauptstraße kaum zu sehen, eingeschachtelt und verborgen. Sie wird von innen mit Licht geflutet, das aus den Fenstern und der Lünette zu schreien scheint, und schiebt die Mauern der Synagoge, das äußere Gestein dabei ins Dunkel, entmaterialisiert alles Umstehende und rückt es in gleißendes Licht. „Gestern und Heute verschwistern sich“, schreibt Armin Zweite im Katalog zu dieser unsentimentalen Erinnerungsarbeit.
Die Werke der letztgenannten Künstler, die stellvertretend für eine ganze Reihe weiterer „Projektionskünstler“ ihrer Generation stehen, leben von der ästhetischen Wirkung ihres Mediums. Doch im Unterschied zu den Puristen der 1960er und 1970er Jahre dient es diesen Künstlern vor allem (wie es das Wort besagt) als Instrument der Mitteilung, der visuellen Kommunikation. Es wird als Bedeutungsträger eingesetzt und verweist immer auch auf die Scheinhaftigkeit seines projektiven Versprechens, indem verdeutlicht wird, dass Botschaften immer im Dienste einer Ideologie oder der Lüge stehen können. Diese Künstler betreiben eine gesellschaftlich engagierte Kunst mit Hilfe des Lichts als Medium.

### LED– Technologie
Mit der Weiterentwicklung der Lichttechnologie ergeben sich neue Anwendungsbereiche von Lichtkunstprojekten vor allem im öffentlichen Raum. So lassen sich etwa mit vorgeblendeten LED-Netzen Häuserfassaden in Bewegung versetzen, wie etwa am Uniqa Tower in Wien. Entscheidend bei dieser Entwicklung ist, dass hier das Leuchtmittel, sprich die Leuchtdiode nicht nur Licht spendet, sondern gleichzeitig bildgebend ist. Eines der interessantesten künstlerischen Konzepte im deutschen Sprachraum findet sich in München vor dem Firmenhauptsitz von Osram, wo sieben sechs Meter hohe LED-Stelen die Plattform für wechselnde Projekte darstellen. So haben hierfür bereits Medien- und Videokünstler wie Diana Thater, Bjørn Melhus oder Harun Farocki teilweise auch reaktive Arbeiten ortsspezifisch entwickelt.

## Museen und permanente Installationen
Im deutschsprachigen Raum finden sich Lichtkunstwerke z. B. in Unna als Dauerausstellung im Zentrum für Internationale Lichtkunst, im östlichen Ruhrgebiet und in der westfälischen Hellweg-Region: „Hellweg – ein Lichtweg“.
In den USA widmet sich das Museum of Neon Art (MONA) in Glendale im Los Angeles County der Lichtkunst.

## Ausstellungen und temporäre Projekte (Auswahl)

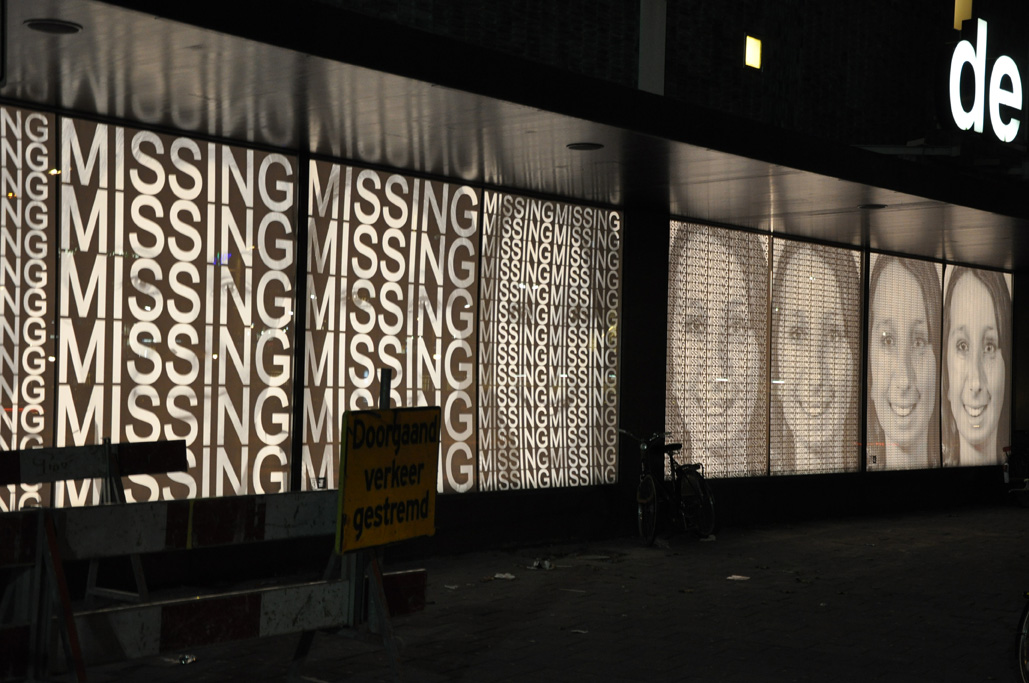
GLOW 2009, Lichtkunst von Ralph Ueltzhoeffer, Titel: „Beeing Public“ im Schaufenster von De Bijenkorf (Eindhoven), Projekt 13.

Die Nürnberger Kaiserburg in der Blauen Nacht, 2005

- Seit 1997 findet am Bauhaus Dessau das "Farbfest" statt,[6] welches licht-basierte Installationen und Interventionen zeigt. 2011 und 2012 stand es unter dem Titel „Statt Farbe: Licht“
- Von 2000 bis 2011 fand jährlich das Festival „Arbres en Lumieres“ in Genf statt und periodisch in Braunschweig der „Lichtparcours“[7][8]
- Im Jahr 2000 wurde in Nürnberg erstmals die "Blaue Nacht" veranstaltet: Die Innenstadt wird in blaues Licht getaucht und an vielen Stellen werden Lichtinstallationen gezeigt; Höhepunkte sind Projektionen auf die Kaiserburg und Licht-/Projektion-/Ton-Performances auf dem Nürnberger Hauptmarkt
- Seit 2002 werden in Frankfurt und im Rhein-Main-Gebiet die Luminale[9] sowie in Lüdenscheid die "Lichtrouten" veranstaltet
- Seit 2004 werden alle drei Jahre in Winterthur die "Internationalen Lichttage Winterthur" ausgerichtet
- Seit 2005 werden beim Festival of Lights in Berlin Wahrzeichen und Denkmäler, historische Gebäude und Plätze mit Lichtkunst inszeniert[10]
- Seit 2006 findet jährlich im niederländischen Eindhoven das Lichtkunstfestival „GLOW“ (Internationales Forum für Lichtkunst und Architektur) statt[11]
- Seit 2007 findet in Bad Rothenfelde die Projektions-Biennale „Lichtsicht“ statt[12]
- 2009 wurde in Hannover das Projekt "Neulicht am See" durchgeführt
- 2010 fand im Rahmen der Kulturhauptstadt Ruhr.2010 die erste "Biennale für Internationale Lichtkunst" statt unter dem Motto „open light in private spaces“ und daran angelehnt die erste "Biennale für Lichtkunst Austria"
- 2011 wurden erstmals die "Lichtströme" in Koblenz realisiert
- In Amsterdam ging 2012 das "Amsterdam Light Festival" an den Start mit einer Inszenierung der Stadtikone „Magere Brug“ durch die international anerkannte niederländischen Lichtkünstlerin Titia Ex
- Seit 2013 wird in Prag das „Signal Festival“ veranstaltet
- 2018 startete „Hannover leuchtet“

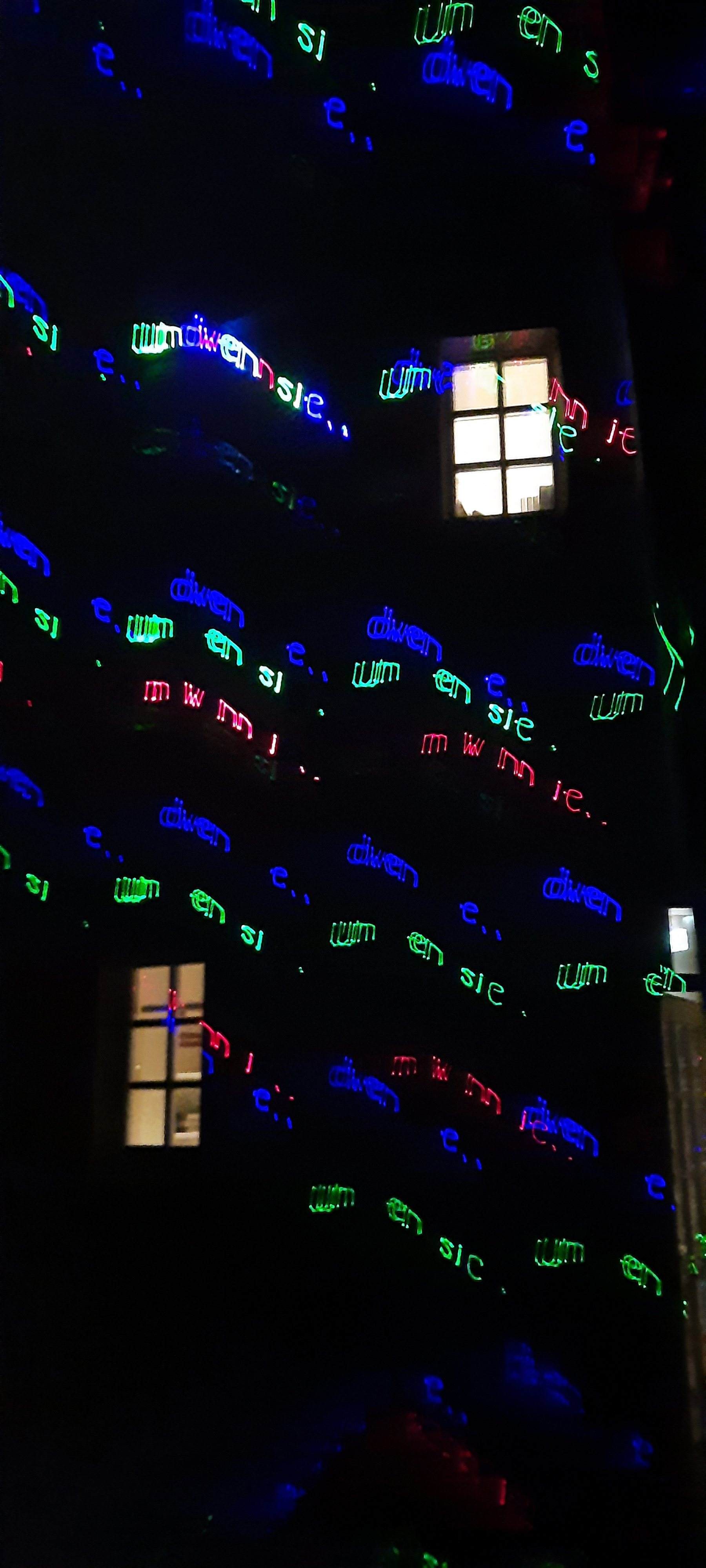
Sentences, 2021, Lichtkunst von Siegfried Kärcher auf der Ebernburg zu den int. Erzähltagen

- Anlässlich der "internationalen Tage des Erzählens" verwandelte der mehrmalige Luminaleteilnehmer Siegfried Kärcher 2021 die Ebernburg in ein Lichtkunstwerk, bei dem einzelne Worte der Erzählenden überlebensgroß auf den Burgwänden zu sehen waren

## Kuratoren
Überblick zu den Kuratoren, die mehrfach und regelmäßig zu dem Thema Licht in der Kunst in der Gegenwart arbeiten:

### Söke Dinkla
- „Ruhrlights“, Ausstellung im Ruhrgebiet, 2007[13], 2008, 2010[14]

### Bettina Pelz
- „Lichtrouten“ (mit Tom Groll), Festival in Lüdenscheid, 2002, 2003, 2004, 2005, 2006, 2010, 2013
- „GLOW“ (mit Tom Groll), Festival in Eindhoven, 2006, 2007, 2008, 2009[15]
- „Narracje“, Festival in Danzig, 2009, 2010, 2011[16]
- RUHR.2010 – Temporäre Interventionen in Essen[17], Dortmund und Hagen[18], 2010
- „Lichtströme“ (mit Tom Groll), Festival in Koblenz, 2011, 2012
- „Farbfest am Bauhaus Dessau“, Festival in Dessau-Roßlau, 2011[19]
- „Switch on Beijing“ (Ko-Kuratorin), Festival in Beijing
- „Internationale Lichttage Winterthur“, Festival in Winterthur
- „Lightmarks“ (Ko-Kuratorin), Festival in Sønderborg, 2017

### Manfred Schneckenburger
- „Lichtsicht“, Festival in Bad Rothenfelde, 2009, 2011, 2013

### Matthias Wagner K
- „Licht und Verführung“, Zentrum für Internationale Lichtkunst Unna, (mit Sabine Schirdewahn), 2004
- „Licht – Die Magie des Bühnenraums“, Zentrum für Internationale Lichtkunst Unna (mit Sabine Schirdewahn), 2005
- „Licht – Denkraum und Inszenierung“, Zentrum für Internationale Lichtkunst Unna, 2005
- „Hellweg – ein Lichtweg“, Permanente Lichtkunst-Interventionen in der Hellweg-Region, seit 2002
- „Biennale für Internationale Lichtkunst – open light in private spaces“, Ruhr2010, Hellweg-Region
- „Angela Bulloch, Andreas Oldörp, Jun Yang“, „LichtKunstRaum – Sankt Reinoldi“, Ruhr2010, Dortmund
- „Mehr Licht“, Goethe-Institut Budapest (mit Róna Kopeczky), 2012/2013

## Begriffe und Wertungen
In Kunst, Design, Bühne und Architektur gehört der reflektierte Umgang mit Tages- und Kunstlicht zu den grundlegenden Aspekten der künstlerisch-gestalterischen Praxis, daher haben sich im allgemeinen Sprachgebrauch bisher keine einheitlichen sprachlichen Begriffe durchgesetzt, die an qualitative Parameter gebunden sind. Eine Ausnahme bildet das „(Architektur-)Lichtdesign“ mit der Entwicklung von Berufsverbänden (u. a. „Professional Lighting Designers Association/PLDA“ mit Sitz in Gütersloh) und der Entwicklung von neuen Hochschul-Studienprogrammen (u. a. Hochschule für angewandte Wissenschaften Hildesheim Lichtdesign).

## Förderung der Lichtkunst
Im Jahr 2002 wurde ein Zusammenschluss von Städten gegründet, der sich „LUCI“ (Lighting Urban Community International) nennt. Dabei wird auf das italienische Wort „luci“ (deutsch: „Lichter“) angespielt. Eines der Ziele des Netzwerks besteht darin, durch Förderung der Lichtkunst, vor allem in Form von Illuminationen, eine urbane Identität zu schaffen. Ein wichtiges Instrument zur Annäherung an dieses Ziel sind „Festivals of Light“, die regelmäßig stattfinden.

## Filme
- LICHTKUNST. Dreiteilige Fernsehreihe à 26 Min. von Marco Wilms. Produzent: Christian Beetz. Deutschland 2006. Gebrüder Beetz Filmproduktion/ZDF/arte.
- „Licht ist was man sieht. Herausragende Werke der zeitgenössischen Lichtkunst“ zeigt in drei Sendungen Schlaglichter zur Lichtkunst. Mit John Armleder, Angela Bulloch, Keith Sonnier und Peter Weibel.

## Bedeutende Künstler
| - Siegrun Appelt - Victoria Coeln - Waltraut Cooper - Ólafur Elíasson - Dan Flavin - Juan Garaizabal - Gerry Hofstetter - Jenny Holzer - Nan Hoover - Rebecca Horn - Siegfried Kärcher | - Kazuo Katase - Brigitte Kowanz - Mischa Kuball - Heinz Mack - Francesco Mariotti - Ingo Maurer - Mario Merz - László Moholy-Nagy - François Morellet - Jan van Munster - Bruce Nauman | - Otto Piene - Claudia Reh - Stepan Rjabtschenko - Rosalie - Nicolas Schöffer - Regine Schumann - Keith Sonnier - James Turrell - Marian Zazeela - ZERO |